# Reliefenergia

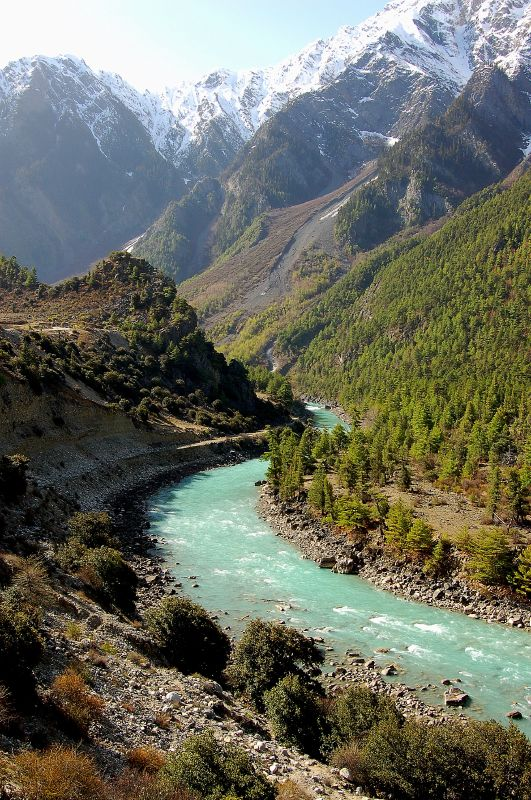
A Tibeti-fennsík széle: belső részeivel ellentétben itt az 1500 métert is meghaladhatja a reliefenergia

A reliefenergia az egységnyi területre vonatkozó relatív felszíni magasságkülönbséget, tehát az adott térrész legalacsonyabban és legmagasabban fekvő pontja közötti magasságkülönbséget jelenti. Leggyakrabban egy négyzetkilométerre vonatkoztatják, de használatos egy hektárra vagy 2 × 2 km²-re számított értéke is. Alapmértékegysége a méter per négyzetkilométer.
A hegyvidékek esetében nagy reliefenergiájú területek vannak (akár 2500 m/km²), míg a síkságokon gyakran csak néhány méterben, sőt deciméterben mérhető a magasságkülönbség. A reliefenergia Magyarországon is eléri a 350–400 m/km²-t az Északi-középhegység magasabb részein.
A reliefenergia fogalmát a magasságkülönbségek könnyebb, tengerszint feletti magasságtól független meghatározása érdekében vezették be. Jól szemléltetheti ezt Tibet fennsíkjának és a Tengeri-Alpoknak az összehasonlítása: előbbi átlagmagassága 4‑5000 m, reliefenergiája mégis kisebb, mint a tengerpartról közvetlenül emelkedő, de meredek lejtőkkel jellemezhető utóbbi tájé.
Gyakorlatban a mezőgazdasági művelés során a várható talajerózió becslésére használják.